# Мост Ријелово шеталиште у Винипегу
Мост Риелово шеталиште у Винипегу (енгл. Esplanade Riel) је пешачки висећи мост и једна од туристичких атракција Форкса у покрајини Манитоба, Канада. Назван је по Метису, Лују Ријелу, који је био на челу локалне привремене влада Метиса у Винипегу у периоду од 1869. до 1870. године. Овај висећи пешачки мост, са косим бочним стубом, протеже се преко Црвене реке и повезује центрлни део града Винипег са француским квартом Свети Бонифатије (Saint-Boniface). Он је упарен са мостом за друмски саобраћај, са четири коловозне траке, под називом Провенчер бриџ енгл. Provencher Paired Bridges, на истој локацији.
Убрзо по стављању у употребу мост је постао популарна туристичка дестинација а проглашен је и за једну од десет највећих архитектонских „икона” Манитобе.

## Положај
Мост је смештена у близини ушћа Црвене и Асинбојне реке, између две градске четврти, даунтауна и Форкса (подручја од националног и историјско значаја) на западној обали и француске четврт Свети Бонифатије на источној обали Црвене реке, у Винипегу, главном граду канадске покрајине Манитоба.
Мост прати трасу историјског моста Бродвеј, који се срушио током пролећне поплаве почетком 1900-тих година.

## Историја
Овај мост у Винипегу пре почетка градње замишљен је, да замени 85 години стари мост мост, и постане једно од места окупљања за становнике два значајна градска насеља Форкса и Свети Бонифатије (Saint-Boniface) која се налазе на супротним странама Црвене реке, и унапреди културну и економску повезаност између ова два историјска кварта, енглески и француски.
У циљу реализације пројекта формирана је комисија за јавни пројекат која је одиграла главну улогу у коначном избору конструкције и дизајна два моста — већег Провенћер бриџ енгл. Provencher Paired Bridges са четири коловозне траке за аутомобиле и камионе и мањег, елегантног мост који ће искључиво користити туристи, пешаци, бициклисти и рекреативци. Једна од јединствених конструктивних карактеристика пешачког моста, укључивала је добро архитектонски укомпонавану кулу од преднапрегнутог бетона са полукружним платоом, и у подножју торња, простор за комерцијалне активности и ресторан. Овај „додатак“ на мосту је нешто потпуно ново за мостове у Северној Америци.
Градња моста започела је 2003. године, а свечано је отворен у лето 2004. године.

## Конструкција моста
Неке од основник конструктивних карактеристика Ријеловог пешачког моста, који упарен са саобраћајним мостом Провенчер бриџ, и са њим чини јединствену целину су;
- Главну архитектонско-грађевинску композицију моста чини кула од преднапрегнутог бетона. Елегантни шиљати стуб, или пилон моста који је у основи широк 7 m, а висок 68  m (57 m изнад ниво моста и 11 m изнад нивоа реке).
- Распоном моста са једне стране пилона је 110 m а са друге 87 m.
- Централни полукружни део око куле у подножју торња, чини јединствени простор за комерцијалне активности и ресторан.[5] Овај „додатак“ на мосту нешто је потпуно ново за мостове у Северној Америци.
- Две пешачке зоне спајају се једним крајем са левом односно десном обалом Црвене реке, а другим крајем се ослањају на централну кулу.
- Од врха армирано-бетонског торња са леве и десне стране протежу се челична ужад, од поцинкованих и воскираних нити. Нити су од временских утицаја изоловане 1,5 mm дебелом, екструдираном ХДПЕ облогом. Спољашњи пречник челичних ужади је 125 mm или 140 mm (са дебљином зида од 8,0 mm ХДПЕ облоге). Дужине носећих каблова, који носе конструкцију моста, варира од 37,5 m до 107,1 m. Каблови који су повезани на горњем сидришту пилона, отпорни су на температурне осцилације од -35 °C до + 30 °C.[6]

Мост су дизајнирали и пројектовали, инжињер Colin Douglas Stewart из фирме Wardrop Engineering и архитекта Етјен Габури. Оригинални пројекти, Colin Douglas Stewart-а и друга техничка документација проверена је и одобрена од стране стручњака за ову област са Универзитета Манитоба у Винипегу.
Од 2022. године мост има нови шарени изглед након што су недавно инсталирана нова програмабилна ЛЕД светла. Светла која могу осветлити мост у било којој замисливој боји, заменила су оригинални систем инсталиран када је мост изграђен пре две деценије.